# Savogna d’Isonzo
Savogna d’Isonzo (słoweń. Sovodnje ob Soči) – miejscowość i gmina we Włoszech, w regionie Friuli-Wenecja Julijska, w prowincji Gorycja.
Według danych na rok 2004 gminę zamieszkiwało 1721 osób, 107,6 os./km².

## Miasta partnerskie
- Škofja Loka